# Gino Bondavalli
Gino Bondavalli (Reggio nell'Emilia, 8 novembre 1911 – Reggio nell'Emilia, febbraio 1987) è stato un pugile italiano, campione nazionale ed europeo dei pesi gallo e dei pesi piuma, attivo tra i professionisti tra il 1934 e il 1950.

## Biografia

### Gli inizi
Inizia a praticare il pugilato nella palestra “Dux” della sua città; nel 1927 comincia ad esibirsi in alcuni spettacoli circensi, alternando la sua passione per la boxe con l'attività di garzone presso il negozio di frutta della famiglia. Nel novembre del 1927 partecipa con successo al torneo Primi pugni nella categoria dei Pesi gallo.
Nel 1928 e 1929, dopo essersi laureato campione regionale dei gallo, veste la maglia azzurra e si impone come uno dei dilettanti italiani migliori nella sua categoria. Conquista anche il titolo regionale dei Pesi piuma e continua a far parte della squadra azzurra anche nel 1930. 
Dopo essersi trasferito a Milano per svolgere il servizio militare, vince anche il titolo regionale lombardo dei piuma e nel 1932 si laurea campione italiano dilettanti della medesima categoria. Partecipa nel 1934 agli europei e dopo questa esperienza lascia il settore dilettantistico per passare fra i professionisti dopo aver disputato circa 100 match ed avendone vinto la stragrande maggioranza.

### Professionista
Il suo esordio a torso nudo avviene il 15 giugno 1934 con una vittoria contro il pavese Gino Cattaneo - che incontrerà ripetutamente nella sua lunga carriera - proprio a Milano. Bondavalli entra successivamente nella quotata scuderia di Pasquale Gramegna e in seguito, alla morte di quest'ultimo, in quella di Bruno Zambarbieri soprannominato Raffa che sarà il suo manager per la restante attività professionistica.

#### Campione d'Italia
Dopo 24 incontri sostenuti - con 22 vittorie - 2 delle quali contro Leone Efrati - una sconfitta e un pareggio - il 20 dicembre 1937 la Girandola , come era ormai denominato Bondavalli per la sua grande mobilità sul ring, conquista il titolo italiano dei Piuma al Teatro Puccini di Milano contro il comasco Bruno Grisoni. Dopo questa vittoria Bondavalli continua a mietere successi finché alcuni problemi alla schiena gli impongono uno stop forzato ed è costretto ad abbandonare il titolo. Lo riconquista contro Antonio Fabriani l'8 luglio 1939 a Roma. Difende poi il titolo battendo l'ex campione italiano dei piuma e dei leggeri Otello Abbruciati e Marco Gualandri, contro il quale ottiene anche un pareggio. In seguito ottiene un nuovo pareggio contro Fabriani e si profila per lui la sfida continentale.

#### Campione d'Europa
Conquista il titolo europeo dei piuma il 2 luglio 1941 a Vienna contro l'austriaco Ernst Weiss e inizia a difendere contemporaneamente il titolo europeo e quello italiano. In quello che sarà il suo periodo di maggior fulgore, batte di nuovo Cattaneo il 27 settembre 1941 a Reggio Emilia e conquista anche il titolo europeo dei gallo.

#### I 4 titoli
Dopo aver patito un'unica sconfitta contro il romano Roberto Proietti, il 18 maggio 1942 compie l'impresa di conquistare a Ferrara il titolo italiano dei gallo contro Arnaldo Tagliatti in un incontro valido per il titolo tricolore ed europeo. Difende tutti i titoli battendo Lucian Popescu, Ulderico Sergo, Gheorghe Popescu, Danilo Pasotti e altri ancora ma il conflitto lo obbliga ad abbandonare i titoli europei.

#### Il declino
Il 14 febbraio 1944 perde alla Sala Spallanzani di Milano il titolo italiano dei piuma, contro Federico Cortonesi.
Il dopoguerra lo vede ormai trentaquattrenne e, a seguito del conflitto, per diversi anni privo di una vera attività internazionale. L'11 novembre 1945 cede l'europeo dei piuma a Ermanno Bonetti sul ring di Modena e il mese successivo, il 21 dicembre, a Lucca al veneziano Arturo Paoletti il titolo italiano della medesima categoria. 
Continua a combattere con risultati alterni battendo comunque in due occasioni il picchiatore romano Alvaro Cerasani oltre all'altro idolo capitolino Alvaro Nuvoloni. Perde con l'astro nascente francese Ray Famechon per knock-out tecnico al sesto round.
Bondavalli pertanto, il 15 dicembre 1947, torna a Ferrara per battersi contro Enzo Correggioli detentore del titolo italiano dei piuma. Stavolta la città estense non gli porta fortuna e viene sconfitto dal rodigino prima del limite. 
Perde in 2 ravvicinati match contro Luis Perez Romero e il 17 gennaio 1949 a Roma, tenta di superare Cerasani per la terza volta nella semifinale per il titolo italiano ma stavolta il romano lo batte ai punti. Un anno dopo, il 5 marzo 1950 a Verona, chiude la sua lunghissima carriera con una sconfitta patita da Arbace Pavan.

### Dopo il ritiro
A Reggio Emilia Bondavalli apre un'attività commerciale di elettrodomestici dove prima c'era il negozio di frutta gestito dalla famiglia. Nella sua città, dopo la scomparsa, si disputa in sua memoria un torneo per pugili dilettanti denominato Memorial Bondavalli.